# James Stuart (4e comte de Moray)
Pour les articles homonymes, voir James Stuart.
James Stuart, 4e comte de Moray (vers 1611 - 4 mars 1653) est un noble et propriétaire foncier écossais.

## Biographie
Il est le fils de James Stuart (3e comte de Moray) (en) et d'Anne Gordon, fille de George Gordon (1er marquis de Huntly) (en) et d'Henrietta Stewart.
Il épouse Margaret Home, fille d'Alexander Home (1er comte de Home) (en) et de Mary Dudley, le 18 octobre 1627 (contrat). Le couple a huit enfants :
- James Stuart, Lord Doune, qui épouse Catherine Tollemache
- Alexandre Stuart, 5e comte de Moray, marié après 1658 à Emilia Balfour (? - janvier 1683)
- François Stuart de Cullello, Fife
- Archibald Stuart de Dunearn, Fife (? - février 1688), gouverneur du château de Stirling, épouse en 1669 Anna Henderson, fille de John Henderson (5e de Fordell) (en) et de son épouse Margaret Menteith, et a :
  - Charles Stuart (?–1732), épouse Jean Hamilton, fille d'Alexander Hamilton (ancêtre des barons Hamilton) et a des descendants : James, Jean et Mary
  - Margaret Stuart (? - octobre 1719), mariée en premières noces à Archibald Stewart 2e baronnet, de Burray (?-1704), et a des descendants, et mariée en secondes noces à David Leslie, 5e Lord Lindores (? - juillet 1719), sans descendance
- Margaret Stuart (? - janvier 1667), mariée en 1654 à Alexander Sutherland, 1er Lord Duffus (vers 1621 - 31 août 1674), et a des descendants
- Henrietta Stuart, épouse en 1662 Hugh Campbell de Calder (ou de Cawdor), dont la fille, Margaret, épouse Hugh Rose, 15e de Kilravock et est la mère de Hugh Rose, 16e de Kilravock. Leur autre fille, Anne (née vers 1676), épouse Murdoch MacLean, 13e de Lochbuie (vers 1672-1727) en novembre 1705.
- Anne Stuart (1644 - décédée jeune)
- Anne Stuart (1650–1719), mariée en 1666 à David Ross de Balnagowen
- Mary Stuart (Château de Darnaway, Elginshire, 1628 - mai 1668), mariée à Canongate, Édimbourg, Midlothian, le 13 mai 1650, avec Archibald Campbell, 9e comte d'Argyll (Dalkeith, Édimbourg, Midlothian, 26 février 1628/9 - Édimbourg, Midlothian, 30 juin 1685), et a des descendants

Le comte et la comtesse rénovent leur maison de Donibristle, en employant des artisans anglais, dont des peintres, Edward Arthur et George Crawford. Ils installent une fontaine avec une figure en bronze de Mercure. La comtesse est veuve jusqu'en 1683, elle entretient Moray House à Édimbourg et ses jardins, et plante des bois à Donibristle.
En 1677 et 1679, il y a des portraits de « Lord Doune » et de Ham House dans la « Chambre à coucher de Sa Grâce », peut-être de ce Lord Moray avant 1638 sous le nom de « Lord Doune » ou de son fils aîné, James, également Lord Doune, qui épouse Katherine Tollemache en décembre 1677. Un portrait de Katherine, Lady Doune à Ham est l'œuvre de Lodewijk van der Helst. Ham appartenait au beau-frère du comte, John Maitland, 1er duc de Lauderdale, dont la première épouse est Anne Home.

## Sources
- Charles Mosley, éditeur, Burke's Peerage, Baronetage & Knightage, 107e édition, 3 volumes (Wilmington, Delaware, États-Unis : Burke's Peerage (Genealogical Books) Ltd, 2003), pages 1512 et 1865.
- LG Pine, The New Extinct Peerage 1884-1971: Containing Extinct, Abeyant, Dormant and Suspended Peerages With Genealogies and Arms (Londres, Royaume-Uni : Heraldry Today, 1972), page 109.
- GE Cokayne; avec Vicary Gibbs, HA Doubleday, Geoffrey H. White, Duncan Warrand et Lord Howard de Walden, éditeurs, The Complete Peerage of England, Scotland, Ireland, Great Britain and the United Kingdom, Extant, Extinct or Dormant, nouvelle éd. , 13 volumes en 14 (1910-1959 ; réimpression en 6 volumes, Gloucester, Royaume-Uni : Alan Sutton Publishing, 2000), volume I, page 205 et volume VIII, page 4.
- James Balfour Paul, rédacteur en chef de The Scots Peerage :fondé sur l'éd. de Wood. de la pairie d'Écosse de Sir Robert Douglas ; contenant un compte rendu historique et généalogique de la noblesse de ce royaume, volume VI, pp. 316–322, (David Douglas, 1909). Archive.org, https://archive.org/details/scotspeeragefoun06pauluoft/page/320/mode/2up